# Bartoloměj Kutal
Prof. ThDr. Bartoloměj Kutal (26. srpna 1883, Měrovice nad Hanou – 20. června 1964, Olomouc?) byl katolickým knězem, badatelem v oblasti exegese Starého zákona, profesorem teologické fakulty v Olomouci. Byl i děkanem olomoucké teologické fakulty, spravoval ji během zrušení za 2. světové války a po znovuotevření r. 1945 byl proděkanem až do jejího definitivního zrušení v roce 1950.

## Dílo
- Dějiny Starého zákona, Hradec Králové 1923.
- Palestina : historicko-náboženský obraz minulosti a přítomnosti Palestiny, Hradec Králové 1926.
- Liber Prophetae Hošeae, Olomouc 1929.
- Liber prophetae Joelis, Olomouc 1932.
- Libri prophetarum Amos et Abdiae, Olomouc 1933.